# Килхаммер, Тесс
Тесс Килхаммер (англ. Tess Kielhamer, 22 сентября 1986, США) — американская актриса, мастер боевых искусств и фотомодель. Известна как участница Интернет-шоу Super Power Beat Down, реконструирующего поединки героев различных фильмов, компьютерных игр и книг, а также сериала Slug Street Scrappers. Имеет свой канал на YouTube.

## Биография
Занималась ушу, муай тай и бразильским джиу-джитсу. Участвовала в разработке видеоигр, таких как Call of Duty и X-Men: Mutant Academy: её движения использовались для создания персонажей игр с помощью технологии «захват движения».

## Фильмография
| Год  |     | Русское название        | Оригинальное название                  | Роль             |
| ---- | --- | ----------------------- | -------------------------------------- | ---------------- |
| 2009 | кор | Город шрамов            | City of Scars                          | Чёрная Канарейка |
| 2010 | с   | Непобедимый воин        | Deadliest Warrior                      | агент КГБ        |
| 2012 | ф   | —                       | Slug Street Scrappers: Rise of Ryuken  | Кастет Кларк     |
| 2012 | с   | Противостояние суперсил | Super Power Beat Down                  | Лара Крофт       |
| 2012 | ф   | Халявщики               | Freeloaders                            | тусовщица        |
| 2013 | ф   | —                       | Slug Street Scrappers: Beat Em Up      | Кастет Кларк     |
| 2014 | ф   | —                       | Slug Street Scrappers: Goodbye Goddess | Кастет Кларк     |
| 2016 | с   | —                       | Heroes with Issues                     | Ше-Ра            |
| 2017 | кор | —                       | Trigger: Longest Uncut Fight Scene     | боец 6           |
| 2017 | с   | —                       | Slug Street Scrappers                  | Кастет Кларк     |
| 2018 | кор | —                       | Canon: Jar of Quarters                 | Пенни            |